# The Equatorial Stars
The Equatorial Stars je třetí společné studiové album anglických hudebníků Briana Ena a Roberta Frippa. Vydáno bylo roku 2004 vydavatelstvími, které vlastní tito dva hudebníci, sice Opal Records (Eno) a Discipline Global Mobile (Fripp). Roku 2014 vyšla reedici alba na gramofonové desce. Jde o jejich první kolaborativní album po bezmála třiceti letech – předchozí Evening Star vyšlo roku 1975.

## Seznam skladeb
Autory všech skladeb jsou Brian Eno a Robert Fripp.
| Pořadí | Název      | Délka |
| ------ | ---------- | ----- |
| 1.     | Meissa     | 8:08  |
| 2.     | Lyra       | 7:45  |
| 3.     | Tarazed    | 5:03  |
| 4.     | Lupus      | 5:09  |
| 5.     | Ankaa      | 7:01  |
| 6.     | Altair     | 5:11  |
| 7.     | Terebellum | 9:40  |